# San Vicente de Huaticocha
San Vicente de Huaticocha ist eine Ortschaft und eine Parroquia rural („ländliches Kirchspiel“) im Kanton Loreto der ecuadorianischen Provinz Orellana. Sitz der Verwaltung ist die Ortschaft San Vicente de Huaticocha, knapp 20 km westsüdwestlich des Kantonshauptortes Loreto, an der Fernstraße E20 gelegen. Die Parroquia besitzt eine Fläche von 196,48 km². Die Einwohnerzahl lag im Jahr 2010 bei 1058. 42 Prozent der Bevölkerung gehören der indigenen Ethnie der Kichwa an. Die Parroquia wurde am 17. Februar 1994 eingerichtet.

## Lage
Die Parroquia San Vicente de Huaticocha liegt in der vorandinen Region am Westrand des Amazonasbeckens. Das Gebiet liegt an der Südostflanke des 3990 m hohen Vulkans Sumaco. Der Río Chocoyacu fließt entlang der nordöstlichen Grenze nach Südosten. Die Flüsse Río Huataracu und Río Pucuno durchfließen den zentralen und südlichen Teil der Parroquia nach Osten. Der äußerste Süden der Parroquia liegt im äußersten Norden des Gebirgskamms Cordillera de Galeras.
Die Parroquia San Vicente de Huaticocha grenzt im äußersten Norden an die Parroquia San José de Payamino, im Nordosten an die Parroquia Ávila Huiruno, im Osten und im Süden an die Parroquia San José de Dahuano sowie im Westen an die Provinz Napo mit den Parroquias Puerto Misahuallí (Kanton Tena) und Cotundo (Kanton Archidona).

## Ökologie
Der äußerste Südwesten sowie der Nordwesten der Parroquia liegen innerhalb des Nationalparks Sumaco Napo-Galeras.